# تسيغنروك
تسيغنروك (بالألمانية: Ziegenrück) هي مدينة وبلدة ألمانية تقع في Ranis-Ziegenrück في ألمانيا. يقدر عدد سكانها بـ 758 نسمة .